# Ceri(III) oxalat
Ceri(III) oxalat (xerơ oxalat) là muối Ceri vô cơ của axit oxalic. Nó là một chất rắn tinh thể màu trắng, hòa tan ít trong nước với công thức hóa học là Ce2(C2O4)3.

## Điều chế
Dạng nonahydrat, Ce2(C2O4)3·9H2O được điều chế bằng cách cho muối Ceri(III) tác dụng với axit oxalic hoặc với muối oxalat tan bất kì.

## Tính chất
Ceri(III) oxalat nonahydrat không màu, là muối oxalat duy nhất có tính ổn định.

## Công dụng
Ceri(III) oxalat được sử dụng như một chất chống nôn. Nó được xác định là một phần của loại mực vô hình được sử dụng bởi các thành viên của Stasi trong Chiến tranh Lạnh.

## Độc tính
Ceri(III) oxalat gây kích ứng da và niêm mạc, và là chất gây kích ứng mạnh cho mắt, mặc dù nó hầu như không tan trong nước. Nếu nó vào mắt, có nguy cơ chấn thương mắt nghiêm trọng.
Muối Ceri làm tăng tốc độ đông máu và tiếp xúc với muối Ceri có thể gây nhạy cảm với nhiệt.
Oxalat ăn mòn mô và là chất kích thích mạnh. Chúng có tác dụng ăn da trên lớp lót của đường tiêu hóa và có thể gây tổn thương thận.

## Hợp chất khác
Ce2(C2O4)3 còn tạo một số hợp chất với N2H4, như Ce2(C2O4)3·4N2H4·2,8H2O là tinh thể không màu tương tự decahydrat của nó, d = 2,22 g/cm³.